# Победивший дракона
«Победивший дракона» (нем. Der Drachentöter) — новелла Райнера Марии Рильке, опубликованная в 1902 году.

## Сюжет
Действие новеллы происходит в сказочной стране, близ столицы которой обосновался дракон. Король объявил, что победителю чудовища он отдаст в жёны свою дочь. Принцесса после этого начала желать дракону победы, но однажды она узнала о рыцаре, тяжело раненном в схватке. Тайно она отправилась к ложу умирающего. В пути принцесса встретила усталого всадника с опалённым лицом и поняла, что этот тот самый рыцарь, который убил, наконец, дракона. Она вернулась в город и начала ждать своего жениха, но тот так и не приехал. Оказалось, что рыцарь, совершив подвиг, просто забыл о положенной ему награде.

## Восприятие
Н. Литвинец характеризует новеллу как «параболу о жизни и смерти, об ужасном и прекрасном, связанных некоей скрытой нитью, о бескорыстии и чистоте, дарующих человечеству силы побеждать драконов».